# 巴伐利亚王冠

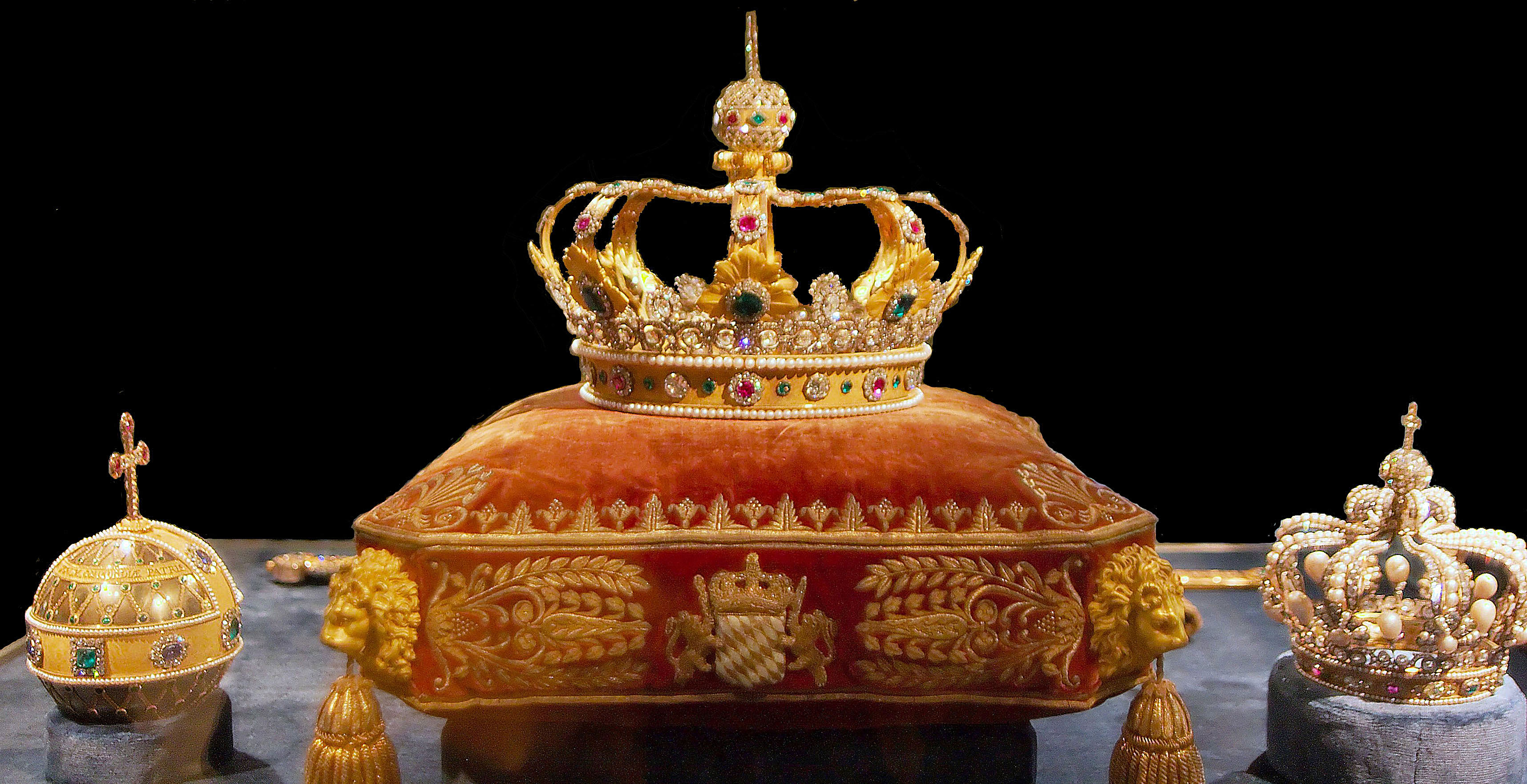

巴伐利亚王冠是为巴伐利亚国王马克西米利安一世的登基仪式所制作，王冠高23.3厘米，直径26.5厘米，由两名珠宝匠人于1806年在巴黎制作。王冠使用了黄金、白银、蓝色钻石、红宝石、翠玉。与它一同被制作的还有王后王冠、宝球等仪式用具。巴伐利亚国王并不会在公开场合佩戴它，它现在被存放在慕尼黑王宫内。